# The Gates Of Oblivion
The Gates of Oblivion es el nombre que recibe el tercer álbum de estudio del grupo español de power metal noeclásico, Dark Moor. Vio la luz el 11 de marzo del año 2002. Fue lanzado bajo el sello discográfico Arise Records.
Hoy en día es considerado un clásico y un álbum esencial entre fanáticos del power metal. Cuenta con la participación del cantante italiano Dan Keying y el coro Valcavasia. Algunas canciones fueron escritas con ayuda del letrista Francisco José García.

## Lista de canciones
| N.º   | Título                                    | Escritor(es)                                                   | Duración |  |
| 1.    | «In The Heart Of Stone»                   | Enrik García, Anan Kaddouri, Elisa C. Martin, Laura Peña       | 4:39     |  |
| 2.    | «A New World»                             | Enrik García, Roberto Peña de Camús                            | 5:57     |  |
| 3.    | «The Gates Of Oblivion» (Instrumental)    | Enrik García                                                   | 1:40     |  |
| 4.    | «Nevermore»                               | Enrik García, Francisco José García                            | 4:49     |  |
| 5.    | «Starsmaker (Elbereth)»                   | Enrik García, Anan Kaddouri, Francisco José García             | 5:46     |  |
| 6.    | «Mist In The Twilight» (Instrumental)     | Enrik García                                                   | 0:52     |  |
| 7.    | «By The Strange Path Of Destiny»          | Enrik García, Roberto Peña de Camús                            | 5:51     |  |
| 8.    | «The Night Of The Age»                    | Enrik García, Albert Maroto                                    | 4:40     |  |
| 9.    | «Your Symphony»                           | Enrik García, Anan Kaddouri, Elisa C. Martin                   | 4:34     |  |
| 10.   | «The Citadel Of The Light» (Instrumental) | Albert Maroto, Jorge Sáez                                      | 1:13     |  |
| 11.   | «A Truth For Me»                          | Albert Maroto, Jorge Sáez, Enrik García, Francisco José García | 5:09     |  |
| 12.   | «Dies Irae (Amadeus)»                     | Enrik García, Elisa C. Martin, Mozart                          | 11:17    |  |
| 56:27 |                                           |                                                                |          |  |

| Bonus tracks |                                                           |          |  |
| N.º          | Título                                                    | Duración |  |
| 11.          | «Mistery Of Goddess» (Bonus track en edición japonesa)    | 5:31     |  |
| 12.          | «The Shadow Of The Nile» (Bonus track en edición coreana) | 6:02     |  |

## Miscelánea
- “A New World” habla sobre el Descubrimiento de América
- “Nevermore” es un tributo a la obra del escritor Edgar Allan Poe
- “Starsmaker (Elbereth)” habla sobre la historia de la diosa Varda, una vala en el Legendarium del autor J. R. R. Tolkien
- “Dies Irae (Amadeus)” es un tributo a la obra de Wolfgang Amadeus Mozart de quien Enrik García es fanático

## Créditos

### Alineación principal[3]
- Elisa C. Martin - Voz principal, Coros.
- Enrik García - Guitarra, Coros
- Albert Maroto - Guitarra, Coros
- Anan Kaddouri - Bajo
- Roberto Peña De Camús - Teclados
- Jorge Sáez - Batería

### Músicos invitados
- Dan Keying - Coros en pistas 4, 5, 7, 8 y 11
- Coro Valcavasia - Coros en pistas 1, 2, 4, 8 y 12

### Producción
- Producido por Dark Moor y Luigi Stefanini. El álbum fue grabado y mezclado en los estudios New Sin con Luigi Stefanini como ingeniero de audio. Fue masterizado en Finnvox Studios por Mika Jussila.

### Diseño
- Andreas Marschall - Arte de portada
- Alfonso Grau “El Abuelo” - Fotografía
- Eva Oliver García - Asistente de fotografía
- Lorena C. - Logo